# Umbre
|  | Per a altres significats, vegeu «Publi Umbrè». |

L'umbre o úmbric era la llengua de l'antic poble dels umbres.
La llengua pertany al grup de llengües osques (grup oscoumbre), i similar a la dels sabèl·lics. Es va extingir al final de la República o començament de l'Imperi Romà.

## Corpus
La informació que es té d'aquest llenguatge procedeix d'unes 30 inscripcions datades entre el segle vii aC i fins al segle i aC. La font documental més important per al seu estudi són les Taules d'Iguvium, un conjunt de set taules de bronze amb inscripcions de contingut religiós, que també són conegudes amb el nom de Taules euguvines pel nom medieval del municipi on van ser trobades Iguvium/Eugubium (actual Gubbio). Aquestes taules contenen prop de 5000 paraules. Però no tots els textos d'aquestes tauletes estan escrits en umbre, les més recents són en llatí.
Altres inscripcions de menor importància s'han trobat a Todi, Assís i Spoleto.

## Característiques
L'escriptura de l'umbre, igual com passa amb l'etrusc, té la direccionalitat de dreta a esquerra.
En algunes paraules es poden detectar influències amb el grec i el celta, ja que en el fons és una llengua d'origen indoeuropeu.
Amb el llatí presenta moltes similituds, les principals diferències són que l'umbre tanca les [o], preferint el so [u] i l'existència de paraules més curtes, ex. en umbre ustentu, ustetu i en llatí ostendito.

### Comparació fonètica entre l'umbre i el llatí
1. Vocals
- ă, ā, que en posició final es transforma en [ɔ]
- ĕ, es transforma en [i] (ex. pere esdevé piri)
- e, es transforma en [i](ex: en umbre etu, eetu; en llatí ito)
- i, es transforma en [ĕ] (ex: en umbre farsio; en llatí farrea)
- u, passa a [ō], [o], [ou] (ex: en umbre estu; en llatí estō; en umbre nome, en llatí nōmen)
- ɛ, passa a [ae] (ex: en umbre kvestur, en llatí quaestur)
- e:, la e llarga es transforma en o (ex: en umbre pople, en llatí populo)
- o:, equival al diftong [au] (ex: en umbre toru, en llatí taurus)

2. Consonants
- r, s'esvaeix a final de mot
- ř, el so [rs] es transforma en [l] enmig de paraula (ex: en umbre fameřiās, en llatí familiās)
- f, passa a [ns] (ex: en umbre mefa, en llatí mensam)

### Exemple de text comparat amb elllatíi elcatalà
| Umbre | Llatí | Català |
| --- | --- | --- |
| Dei Grabouie orer ose persei ocre Fisie pir orto est toteme Iouine arsmor dersecor subator sunt pusei neip seritu. Dei Grabouie persei tuer perscler uaseto est pesetom est peretom est frosetom est daetom est tuer perscler uirseto auirseto uas est... | Deus Grabovie si ores os in ocris Fisie ignis ortus est communitate Iguvina ritus debiti omissi sunt quasi nec volo. Deus Grabovie si in tui sacrificii vitiatum est peccatum est, peremptum est fraudatum est, demptum est, tui sacrificii visum, invisum, vitium est... | Déu Grabovie a la muntanya Fisio pregant en boca es va produir un incendi en la comunitat Eugubina els deguts ritus són omesos i gairebé ni es vol. Déu Grabovie si en el teu sacrifici vici és pecat és, perit és frau és, un defecte és en el teu sacrifici visible, invisible vici és. |